# 厄兹鲍什·索菲
厄兹鲍什·索菲（匈牙利語：Özbas Szofi，2001年10月19日—），匈牙利女子柔道运动员，2022年欧洲柔道锦标赛女子63公斤级铜牌得主、2023年世界柔道锦标赛女子63公斤级铜牌得主。